# Eupithecia prolongata
Eupithecia prolongata är en fjärilsart som beskrevs av Karl Dietze 1913. Eupithecia prolongata ingår i släktet Eupithecia och familjen mätare. Inga underarter finns listade i Catalogue of Life.